# Sergej Konovalov
Sergej Aleksandrovič Konovalov (in russo Сергей Александрович Коновалов?; 9 aprile 1973) è un allenatore di biathlon ed ex biatleta russo.

## Biografia

### Carriera sciistica
In Coppa del Mondo esordì il 16 dicembre 1998 a Osrblie (5°) e ottenne l'unico podio il 15 gennaio 2004 a Ruhpolding (3°).
In carriera prese parte a un'edizione dei Campionati mondiali, Oberhof 2004, vincendo una medaglia.

### Carriera da allenatore
Dopo il ritiro è diventato allenatore dei biatleti nei quadri della nazionale russa.

## Palmarès

### Mondiali
- 1 medaglia:
  - 1 bronzo (partenza in linea[1] a Oberhof 2004)

### Coppa del Mondo
- Miglior piazzamento in classifica generale: 15º nel 2004
- 1 podio (a squadre), oltre a quello conquistato in sede iridata e valido anche ai fini della Coppa del Mondo:
  - 1 terzo posto